# Kajrat Nurtas
Kajrat Nurtas, właściwie Kajrat Nurtasuły Ajdarbiekow (kaz. Қайрат Нұртасұлы Айдарбеков, ros. Кайрат Нуртасович Айдарбеков, Kajrat Nurtasowicz Ajdarbiekow; ur. 25 lutego 1989 w Turkiestanie) – kazachski piosenkarz pop. Jest jednym z najpopularniejszych piosenkarzy w Kazachstanie. W 2013 roku magazyn Forbes umieścił go na pierwszym miejscu listy osób z najwyższym rocznym dochodem w kazachskim przemyśle rozrywkowym.
Jest żonaty z Żułdyz Abdukarimową, z którą ma trójkę dzieci.

## Dyskografia[5]

### Albumy studyjne
- Аңсағаным (2006)
- Ана (2007)
- Арнау (2008)
- Кешегі (2009)[6]
- Өкініш (2010)
- Ауырмайды жүрек (2011)
- Шыда жүрек (2012)